# Lettere di fede e di amicizia ad Angelo Majo
Lettere di fede e di amicizia ad Angelo Majo è un epistolario del sacerdote cattolico e teologo Luigi Giussani, fondatore del movimento Comunione e Liberazione, pubblicato dalle Edizioni San Paolo nel 1997.

## Storia editoriale
Il volume fu realizzato da monsignor Angelo Majo, destinatario delle lettere, in occasione del 75º compleanno di Giussani. Majo, scomparso nel 2003, era stato compagno di seminario di Giussani a Venegono.
Ordinato sacerdote nel 1949, assunse vari incarichi nella chiesa ambrosiana fino a diventare arciprete del Duomo di Milano. I due seminaristi furono legati da una profonda amicizia sin dagli anni quaranta e che continuò anche nei decenni successivi. Majo fu educatore e insegnante presso varie istituzioni cattoliche lombarde. Dal 1968 divenne direttore dei settimanali diocesani e quindi direttore dell'ufficio stampa della curia arcivescovile e diventa giornalista professionista. Dal 1974 fino al 2002 fu arciprete del Duomo, di cui fu considerato l'"anima", pur continuando il suo lavoro di ricerca e di insegnamento presso istituti universitari. Come scrittore realizzò biografie di santi e di figure di spicco della chiesa ambrosiana e una apprezzata Storia della Chiesa ambrosiana. In ambito editoriale Majo fondò nel 1978 la casa editrice NED - Nuova Edizioni Duomo.
Del volume, pubblicato originariamente nel 1997, fu realizzata una nuova edizione rinnovata dieci anni più tardi, dopo la morte dei due sacerdoti, con contenuti arricchiti.

## Contenuti
Il libro contiene 60 lettere (59 nella nuova edizione) scritte da Giussani tra il 1944 e il 1964 all'amico sacerdote. In esse è documentata l'azione di Giussani fin dai suoi primi passi come educatore passando attraverso la fondazione di Gioventù Studentesca, movimento che poi diverrà Comunione e Liberazione all'inizio degli anni settanta.
Nella nuova edizione del 2007 fu inserita una lettera scritta da Giussani a Majo utilizzata come presentazione nel libro di Majo L'amicizia. Valore umano e cristiano nell'edizione del 2000. Furono inoltre inclusi un profilo di Majo scritto da Giuliano Vigini e uno di Giussani scritto dal teologo e scrittore Massimo Camisasca futuro vescovo di Reggio Emilia-Guastalla.

## Edizioni
- Luigi Giussani, Lettere di fede e di amicizia ad Angelo Majo, 1ª ed., Cinisello Balsamo, Edizioni San Paolo, 1997,  p. 86, ISBN 88-215-3553-3.
- Luigi Giussani, Lettere di fede e di amicizia ad Angelo Majo, 2ª ed., Cinisello Balsamo, Edizioni San Paolo, 2007,  p. 152, ISBN 978-88-215-6093-4.